# Trasporti in Burkina Faso

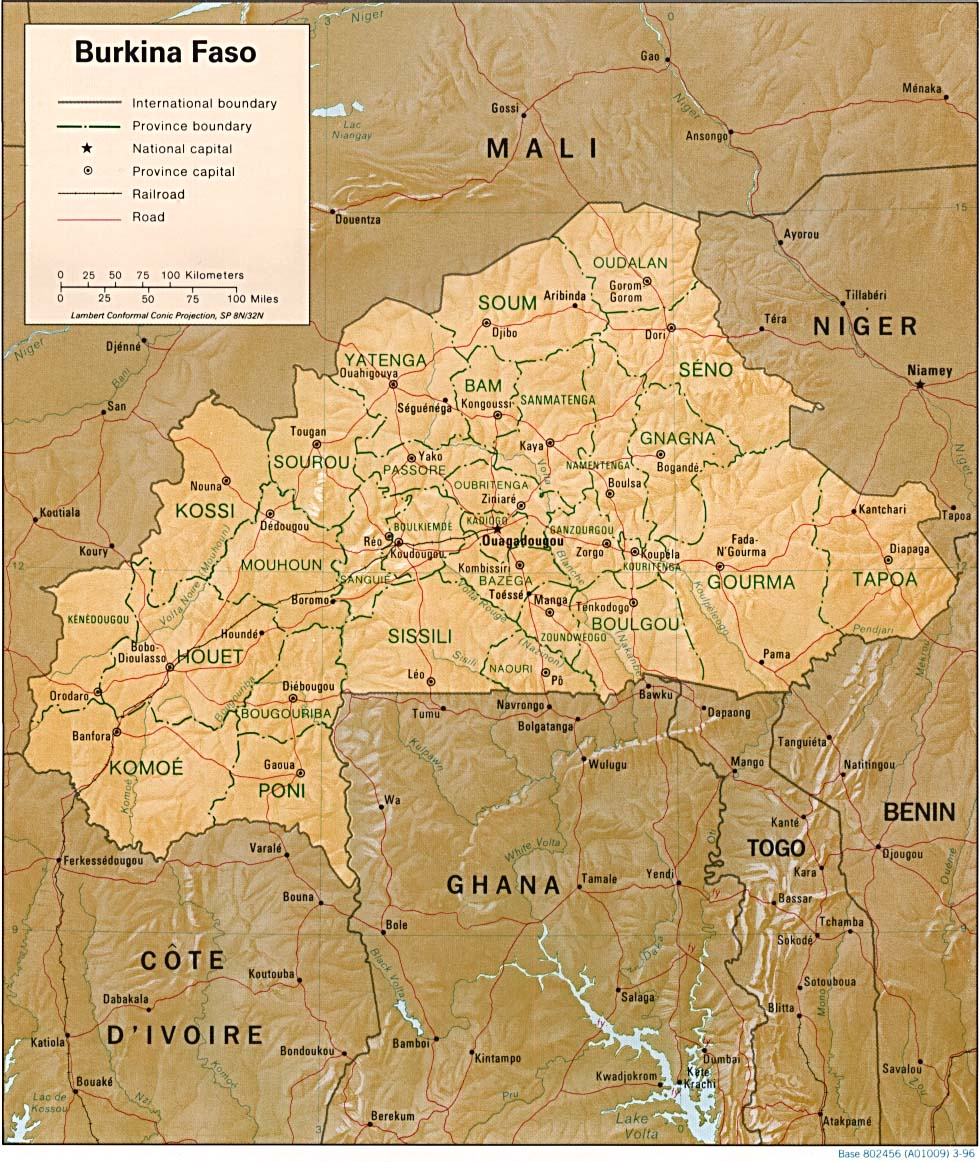
Burkina Faso: carta geopolitica con rete ferroviaria e stradale

Questa voce raccoglie le principali tipologie di Trasporti in Burkina Faso.

## Trasporti su rotaia

### Rete ferroviaria
In totale sono utilizzabili nel paese solo 622 km di linee ferroviarie (dati 1995). Esistono due sole linee:
- Linea Ouagadougou-Abidjan (Costa d'Avorio): 517 km pertinenti al Burkina Faso
- Linea Ouagadougou-Kaya: 105 km

Sono realizzate in scartamento ridotto di 1000 mm e gestite da SITARAIL (in sostituzione della Société del Chemins de Fer du Burkina)
Collegamento a reti estere contigue: 
- Niger - Assente per mancanza di ferrovie
- Ghana - Assente per cambio di scartamento 1000/1067 mm
- Benin, Mali e Togo - Assente
- Costa d'Avorio - Presente

### Reti metropolitane
Tale nazione non dispone di sistemi di metropolitana.

### Reti tranviarie
Tale nazione non dispone di servizio tranviario.

## Trasporti su strada

### Rete stradale

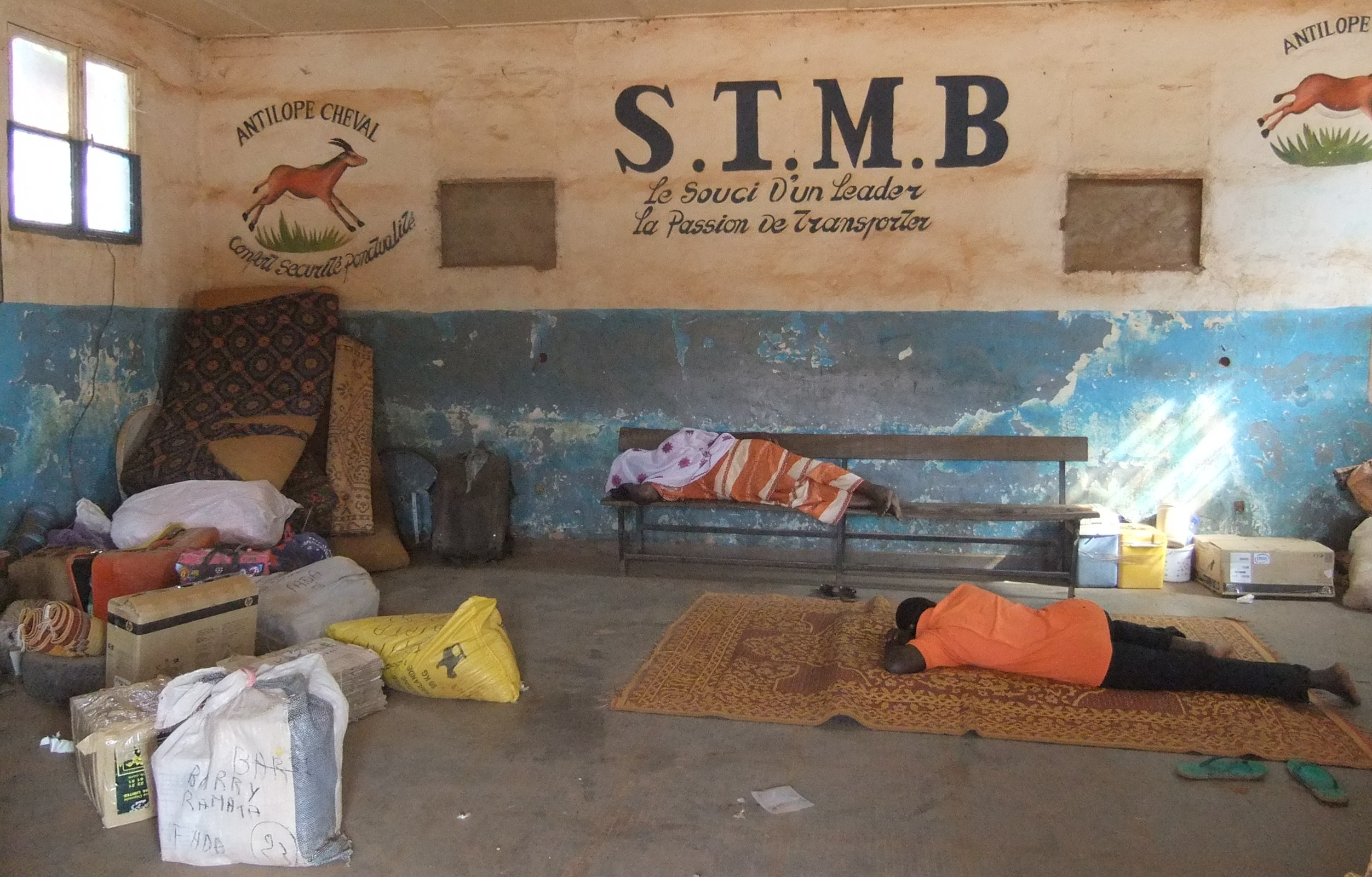
Aspettando l'autobus in Fada N'Gourma

In totale:  12.506 km (dati 1996)
- asfaltate: 2.001 km
- bianche:  10.505 km.

### Reti filoviarie
Attualmente in Burkina Faso non esistono filobus. 

### Autolinee
Nella capitale, Ouagadougou, ed in poche altre zone abitate, operano aziende pubbliche e private che gestiscono i trasporti urbani, suburbani ed interurbani esercitati con autobus.

## Porti e scali
nessuno.

## Trasporti aerei

### Aeroporti
Aeroporti pavimentati:
- L'unico internazionale è situato nella capitale: Aeroporto di Ouagadougou
- C'è un altro aeroporto pavimentato: Aeroporto di Bobo-Dioulasso

Aeroporti non pavimentati:
- Amilcar Cabral De Gaoua
- Aribinda
- Arli
- Banfora
- Bogande
- Dedougou
- Diebougou
- Djibo
- Dori
- Fada N'Gourma
- Gorom-Gorom
- Hounde
- Kantchari
- Koudougou
- Loumana
- Nouna
- Orodara
- Ouahigouya
- Pama
- Safane
- Sebba
- Tenkodogo
- Tougan

### Linee aeree
- Air Burkina (Abidjan, Accra, Bamako, Bobo-Dioulasso, Cotonou, Dakar, Lomé, Niamey, Parigi-Orly)